# فريتز رودلف فرايز
فريتز رودلف فرايز (بالألمانية: Fritz Rudolf Fries)‏ (و. 1935 – 2014 م) هو لغوي، ومترجم، وكاتب من ألمانيا، وألمانيا الشرقية، ولد في بلباو، توفي في برلين، عن عمر يناهز 79 عاماً.

## التعليم
تعلم في جامعة لايبتزغ
.

## جوائز
حصل على جوائز منها:
- جائزة الأدب لولاية براندنبورغ ‏ (1991)
- جائزة ماري لويز كاشنيتز [الإنجليزية]‏ (1988)
- جائزة هاينريش مان  [لغات أخرى]‏ (1979)[8]

## روابط خارجية
- فريتز رودلف فرايز على موقع IMDb (الإنجليزية)
- فريتز رودلف فرايز على موقع مونزينجر (الألمانية)